# グリーゼ49
グリーゼ49とは、カシオペヤ座に位置する恒星である。視覚的には、明るい恒星であるカシオペヤ座ガンマ星の北106分角の位置にある。見かけの等級は9.56であり、肉眼で観測することは不可能である。ガイアの視差データ（101.47±0.03 mas）によると、太陽系から32.1光年離れた位置に存在する。グリーゼ49は視線速度−6 km/sで太陽に接近している。
この恒星はスペクトル分類がM1.5Vの赤色矮星である。太陽よりもはるかに暗い恒星であり、光度は太陽の4.9%を持っている。ただし、プロキシマ・ケンタウリやウォルフ359等の近くに存在する他の赤色矮星よりは、はるかに明るい。有効温度は3805±51ケルビンである。太陽質量の52%、太陽半径の51%を持っている。
自転速度は2km/s以下と予測されており、自転周期は18.86日である。太陽と同様の金属含有量を持ち、金属量は[M / H] = +0.03である。年齢は正確にはわかっていないが、2億5000万年未満である。
グリーゼ49は、閃光星の赤色矮星であるカシオペヤ座V388星と同様の固有運動を持っている。グリーゼ49とカシオペヤ座V388星の視覚的な間隔は295秒角である。これは、この2つの恒星の距離が2,900天文単位を超えていることを意味する。両方の恒星は、その若い年齢と彩層活動レベルにより、ヒアデス星団に関連付けられていることを示唆している。

## 惑星系
1つの既知の太陽系外惑星がグリーゼ49の周囲を公転していることが発見されている。グリーゼ49bは、ドップラー分光法によって検出されたスーパー・アース惑星である。
| 名称 （恒星に近い順） | 質量               | 軌道長半径 （天文単位） | 公転周期 (日)          | 軌道離心率         | 軌道傾斜角 | 半径 |
| --------------------- | ------------------ | ----------------------- | ---------------------- | ------------------ | ---------- | ---- |
| b                     | 5.63+0.67 −0.68 M⊕ | 0.0905 ± 0.0011         | 13.8508+0.0053 −0.0051 | 0.363+0.099 −0.096 | —          | —    |